# Archäologisches Freilichtmuseum

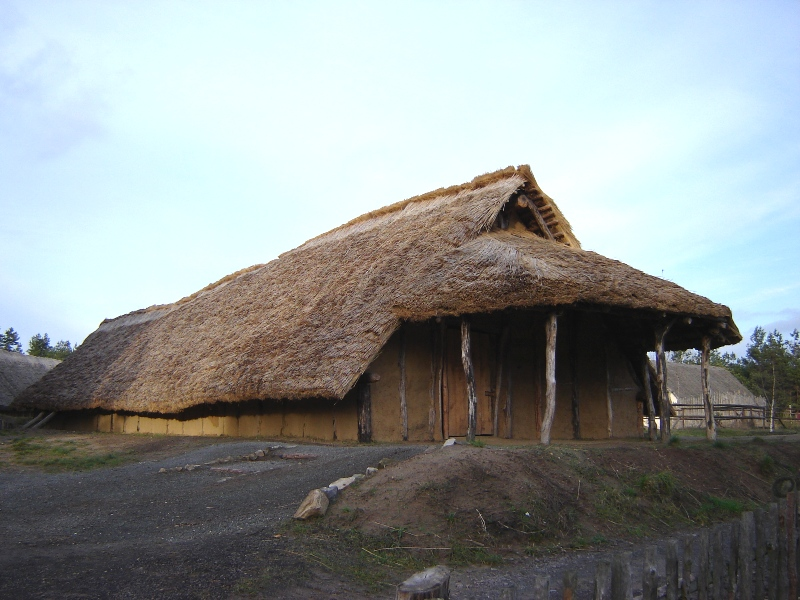
Steinzeithaus von Randau

Ein Archäologisches Freilichtmuseum ist entweder eine Ausgrabungsstätte, die für den Besuch hergerichtet wurde, oder häufiger ein Gelände, auf dem sich Rekonstruktionen menschlicher Aktivitäten finden. Als älteste, archäologisch wertfreie Rekonstruktion gilt das 1879 errichtete Blockhaus des Amateurarchäologen Frederik Sehested (1813–1882) in Soholm, Dänemark, das lange Zeit im später gegründeten Freilichtmuseum Den Fynske Landsby in Odense auf Fünen stand. Sehested gilt als der "Vater der experimentellen Archäologie".
Freilichtmuseen sind eine publikumsfreundliche, leicht fassliche Art der musealen Präsentation. Zumeist wird anhand originaler Gebäude und Einrichtungen die Kultur vergangener Jahrhunderte dargestellt. Darüber hinaus hat die Idee der Darstellung unter freiem Himmel auch andere Bereiche der Kulturgeschichte erfasst. So gibt es historische städtische Ensembles, Darstellungen der industriellen Entwicklung, des Verkehrswesens und manches andere, darunter auch archäologische Rekonstruktionsensembles.
Dem ersten Versuch in Dänemark folgten Museen in Schönenwerd bei Aarau in der Schweiz (1890), der heutige Bally-Park, und in Attersee in Österreich (1910–1922) beide mit Pfahlbauten. Die ersten deutschen Freilichtmuseen entstanden in Rössen (1918–1940) und Unteruhldingen am Bodensee (1922).
Heute können an weit über 100 Orten rekonstruierte Bauten und andere archäologischen Ausgrabungsbefunden nachempfundene Elemente besichtigt werden. Es fällt jedoch nicht leicht, in der Vielfalt eine Ordnung zu erkennen. Allgemein stehen zwei Aspekte im Vordergrund: ein informaler, musealer, pädagogischer und ein wissenschaftlich-experimenteller. Vielerorts sind beide vereint. Zur ersten Gruppe zählen die archäologischen Freilichtmuseen oder Parks und die so genannten „historischen Werkstätten“. Hinzu kommen die Rekonstruktionen am ursprünglichen Standort. In der zweiten Gruppe sind archäologische Experimental-Institutionen sowie Rekonstruktionen in situ für Versuchszwecke, aber auch Projekte von der Art: „Ein Jahr in der Eisenzeit“, bei denen sich Menschen ins vorzeitliche Umfeld begeben.

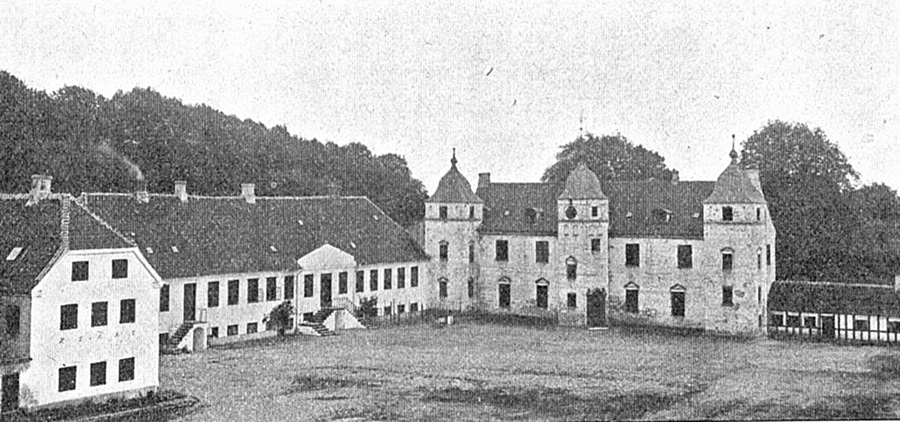
Das alte Hollufgård

Entscheidender Gesichtspunkt ist die ganzheitliche Darstellung historischer Milieus. Es soll der Eindruck entstehen, dass die ursprünglichen Bewohner nur zufällig abwesend sind. Dies erfordert Detailkenntnisse (die oft erst erforscht werden). Für archäologische Freilichtmuseen sind die Probleme naturgemäß massiv. Dementsprechend finden sich Lösungsansätze mit großer Spannweite. Vorsicht und Zurückhaltung bei der Fundinterpretation zeichnet in der Regel die wissenschaftlich geleiteten archäologischen Freilichtmuseen aus, von denen einige, wie Asparn an der Zaya in Niederösterreich oder Moesgård bei Aarhus in Dänemark, Teile größerer Fachmuseen mit wissenschaftlichem Mitarbeiterstab sind. Zu ihnen gehört Sagnlandet Lejre auf Seeland und Hollufgård am Rande von Odense auf Fünen ein ehemaliger Adelssitz mit umfangreichen Ländereien.